# L'Exilée (film, 1917)
Pour les articles homonymes, voir Exile.
Pour plus de détails, voir Fiche technique et Distribution.
L'Exilée (Exile) est un film muet américain de Maurice Tourneur, sorti en 1917.

## Synopsis
Exile, une colonie portugaise en pays arabe. À sa tête, Vincento Perez, un homme brutal et peu scrupuleux, haï par les autochtones. Pour compléter ses vues mégalomaniaques, il veut prendre le contrôle du marché de la soie et révèle son plan à Richmond Harvey, un ingénieur américain qui travaille pour lui, dans une lettre demandant l'aide des Américains. Harvey menace de révéler le complot et Perez, craignant la ruine et la mort, envoie sa femme Claudia à Harvey pour qu'elle s'offre à lui en échange de la lettre. Claudia et Harvey tombent aoumreux l'un de l'autre, et il lui rend la lettre, refusant de tirer avantage de la situation. Elle retourne chez son mari, pour n'y rencontrer qu'humiliation. Finalement, les autochtones se rebellent contre Perez, qui finit lynché par la foule. Claudia est secourue par Harvey et ils peuvent envisager ensemble un futur meilleur.

## Fiche technique
- Titre original : Exile
- Titre français : L'Exilée
- Réalisation : Maurice Tourneur
- Assistant : Clarence Brown
- Scénario : Charles E. Whittaker, d'après le roman Exile, an Out Post of Empire de Dolf Wyllarde
- Décors : Ben Carré
- Photographie : John van den Broek
- Montage : Clarence Brown
- Production exécutive : Jesse L. Lasky
- Société de production : Jesse L. Lasky Feature Play Company
- Société de distribution : Paramount Pictures Corporation
- Pays de production :  États-Unis
- Langue originale : anglais
- Format : noir et blanc — 35 mm — 1,37:1 — Muet
- Genre : drame
- Durée : 50 minutes (5 bobines)
- Date de sortie : 
  - États-Unis : septembre 1917
- Licence : domaine public

## Distribution
- Olga Petrova : Claudia Perez
- Wyndham Standing : Vincento Perez
- Mahlon Hamilton : Richmond Harvey
- Warren Cook : le gouverneur
- Charles Martin : Manuel D'Alfrache
- Violet Reed : la femme de Manuel D'Alfrache